# Jonatan Johansson (Fußballspieler)
Jonatan Lillebror Johansson (* 16. August 1975 in Stockholm, Schweden) ist ein ehemaliger finnischer Fußballspieler und derzeitiger -trainer. Seit Sommer 2012 steht er in Schottland als Jugendtrainer beim FC Motherwell unter Vertrag.

## Karriere

### Verein
Jonatan Johansson startete seine Karriere als Profifußballer 1995 beim finnischen Erstligisten Turku PS. Nach zwei Jahren verließ er den Verein und unterschrieb einen Vertrag beim estnischen Spitzenverein FC Flora Tallinn. Damit war er der erste finnische Spieler, der zu einem estnischen Klub wechselte. Nach neun Toren in neun Spielen wechselte Johansson nach wenigen Monaten für £500,000 zum schottischen Erstligisten Glasgow Rangers. Dort hatte er anfänglich Probleme mit dem damaligen Trainer Walter Smith. Nachdem dieser von Dick Advocaat abgelöst wurde, lief es besser für den Angreifer. In drei Jahren gewann der finnische Stürmer mit den Rangers fünf Titel (2× Meister, 2× FA Cup, 1× League Cup).
Anschließend verkaufte man Johansson für £ 3,75 Millionen an den Premier-League-Club Charlton Athletic. Dort war er fünf Jahre lang Stammspieler, ehe er an Zweitligist Norwich City verliehen wurde.
Zwischen 2006 und 2008 spielte Johansson beim schwedischen Erstligisten Malmö FF. Zusammen mit Landsmann Jari Litmanen und seinem brasilianischen Sturmpartner José Júnior entwickelte man einen gefährlichen Sturm. Johanssen gelangen dabei in seiner ersten Saison elf Tore in vierzehn Spielen. Im Sommer 2008 lief sein Vertrag mit Malmö aus. Nachdem er kurze Zeit vereinslos war, unterzeichnete Johansson am 13. November 2008 beim schottischen Hauptstadtklub Hibernian. Der Angreifer war allerdings erst ab Januar spielberechtigt, so dass er bis dahin ohne Pflichtspieleinsätze blieb. Am 3. Januar 2009 gab er schließlich im Spiel gegen Heart of Midlothian sein Debüt für die Hibs. Zum 1. September 2009 lief sein Vertrag beim schottischen Erstligisten aus.
Ende Oktober 2009 unterschrieb er einen Vertrag bis Januar 2010 beim schottischen Erstligisten FC St. Johnstone, von diesem wechselte er noch 2010 zu seinem Heimatverein Turku PS, bei dem er zehn Tore in 20 Meisterschaftsspielen der Veikkausliiga 2010 erzielte. Im März 2011 beendete er seine aktive Karriere.
Später wurde Johansson als Jugendtrainer in Schottland tätig. Nach einem Engagement bei Greenock Morton löste er im Sommer 2012 Gordon Young beim FC Motherwell ab.

### Nationalmannschaft
Von 1996 bis 2010 erzielte Jonatan Johansson 22 Tore in 105 Spielen für die finnische Nationalmannschaft. Sein Debüt gab er am 16. März 1996 gegen Kuwait. Dabei gelang ihm zugleich der einzige Treffer der Partie. Am 14. Oktober 2009 lief er im Hamburger Volksparkstadion gegen Deutschland zum 100. Mal im Dress seines Heimatlandes auf. In der Begegnung, die 1:1 endete, gelang ihm der 1:0-Führungstreffer.

## Erfolge
- Schottischer Meister: 1999, 2000
- Scottish FA Cup: 1999, 2000
- Scottish League Cup: 1999